# Dodecylacetat
Dodecylacetat ist ein Carbonsäureester aus 1-Dodecanol und Essigsäure. Die Verbindung kommt natürlich vor allem als Pheromon vor und wird als Aromastoff verwendet.

## Vorkommen

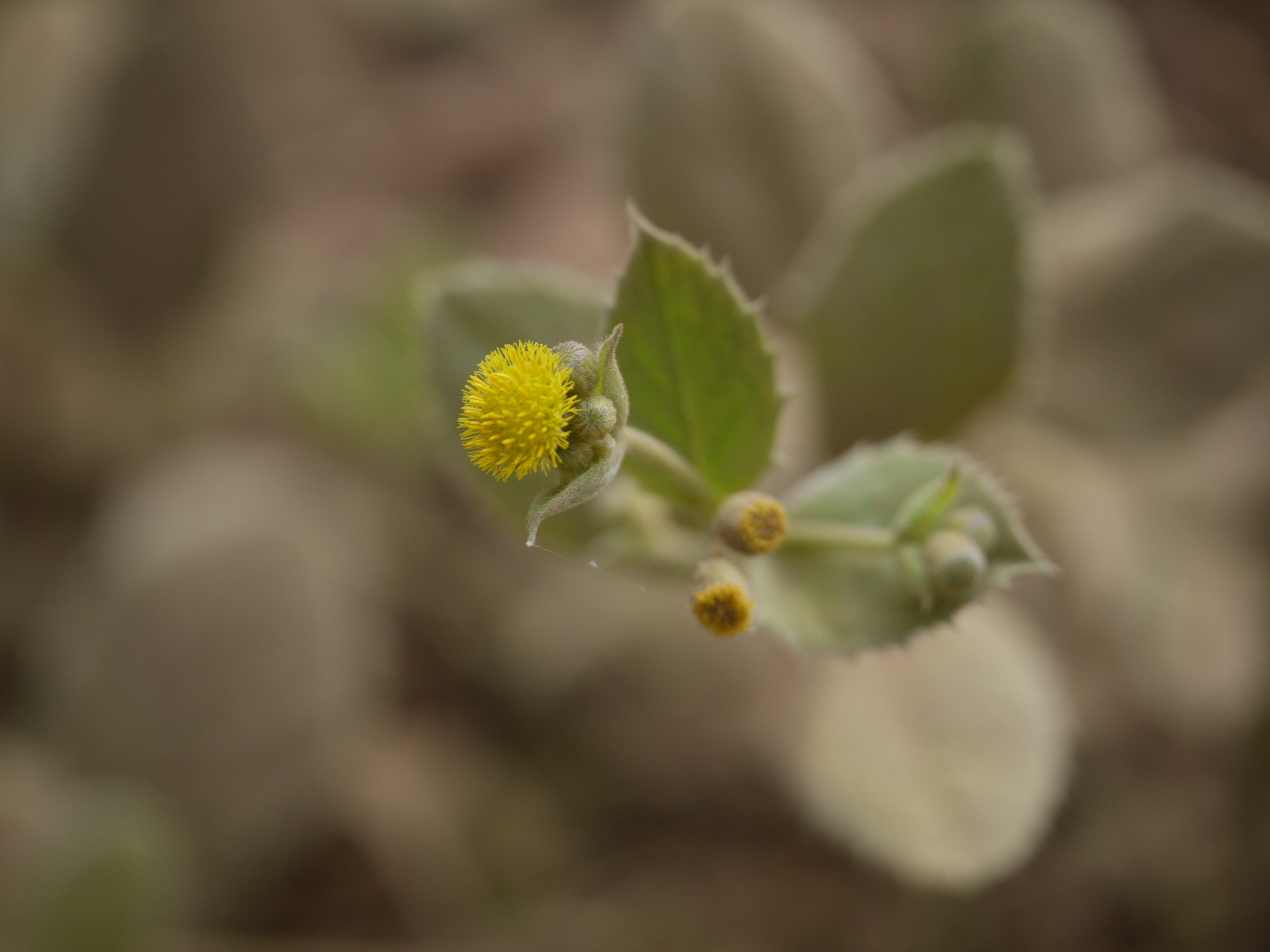
Blumea eriantha

Dodecylacetat ist eine wichtige Komponente im ätherischen Öl von Blumea eriantha und von Backhousia bancroftii (Gattung Backhousia). Außerdem kommt es zu etwa 3 % unter den flüchtigen Verbindungen in den Samen von Hibiscus abdelmoschus (Gattung Bisameibisch) vor.
Im Alarmpheromon von Frankliniella occidentalis kommt es neben Decylacetat vor. Im Pheromon von Trichoplusia ni macht es etwa 10 % aus. In kleiner Menge kommt es im Pheromon der Saateule (Agrotis segetum) und von Schizura concinna vor, sowie in größerer Menge (12 %) in dem des Weidenbohrers (Cossus cossus) vor. Der Hummelart Bombus norvegicus dient es als Repellent bzw. Allomon. Den Arten Formica pergandei und Formica subintegra dient es ebenfalls als Allomon.

## Herstellung
Dodecylacetat kann durch Veresterung von Essigsäure mit 1-Dodecanol hergestellt werden.

## Verwendung
In der EU ist Dodecylacetat unter der FL-Nummer 09.010 als Aromastoff für Lebensmittel allgemein zugelassen.